# 누노이치번
누노이치 한（일본어: 布市藩, 포시번 1600년（게이쵸5년） - 1608년（게이쵸13년)은 에도시대(江戸時代) 초기, 엣추국(越中の国) (현재의 도야마현) 에 존재했던 번국.

## 개요
'누노이치'는 원래 '노노이치'라고 불리었다. 시나노 길과 히다 길이 교착되는 교통의 요지로써 중세 오오타보의 교외에 도시가 있었던 것에서 유래.
게이쵸 5년(慶長5年) 세키가하라 전투(関ヶ原の戦い) 이후, 도쿠가와 이에야스(徳川家康)로부터 엣추국(越中の国) 신카와(新川)군에 1만석을 하사받은 히지카타 가쓰히사(土方雄久)가 창시하였다.
게이쵸 13년(慶長13年),가쓰히사의 사촌형제인 마에다 도시나가(前田利長)가 노토국(能登の国) 이시자키(石崎)1만 3천석 영지와 교환을 제안하여 막부(幕府)의 허가를 얻어 노토 국으로 이동하게 됨으로써 누노이치 번은 8년만에 사라졌다. 누노이치 번 히지카타(土方)가문은 노토 이시자키 번(能登石崎藩)이어 시모사 다코 번(下総田子藩)무쓰 쿠보타 번(陸奥窪田藩)으로 옮겨갔고 가문 내 내분으로 인하여 감봉당했다. 엣추 누노이치를(越中布市) 가가국(加賀の国)（현 이시카와현/石川県）노노이치 시(野々市)라고 혼동한 자료도 있으나 [카도카와 서점(가도카와 쇼텐)의 일본사사전(日本史辞典),후지노 호헨(藤野保編)의 한칸후(藩翰譜,번한보) 구판 코모노초시(菰野町史) 등] 이는 잘못.
번의 영역은 도야마 시 누노이치 북단부터 도야마, 기후현(岐阜県) 경계에 있는 도야마시 동쪽까지 걸쳐있다. 히지카타 가문으로부터 지방관(代官)두명이 파견되어 지배했다.누노이치 지구(地区)에는 가쓰히사가 참배했다고 전해지는 비사문천당(毘沙門堂)이 있고, 매년 4월 3일에 제사가 행해지며 진언종용고사(真言宗龍高寺)가 봉사 하고있다. 히지카타 가문은 고코쿠지(興国寺)에서 영지를 봉납했다고 전해진다.

## 역대 번주
도자마 다이묘(外様大名), 히지카타 가문 (土方　家)
석고-1만석
히지카타 가쓰히사(土方雄久)

## 같이 보기
번 목록